# Alföldi Galéria

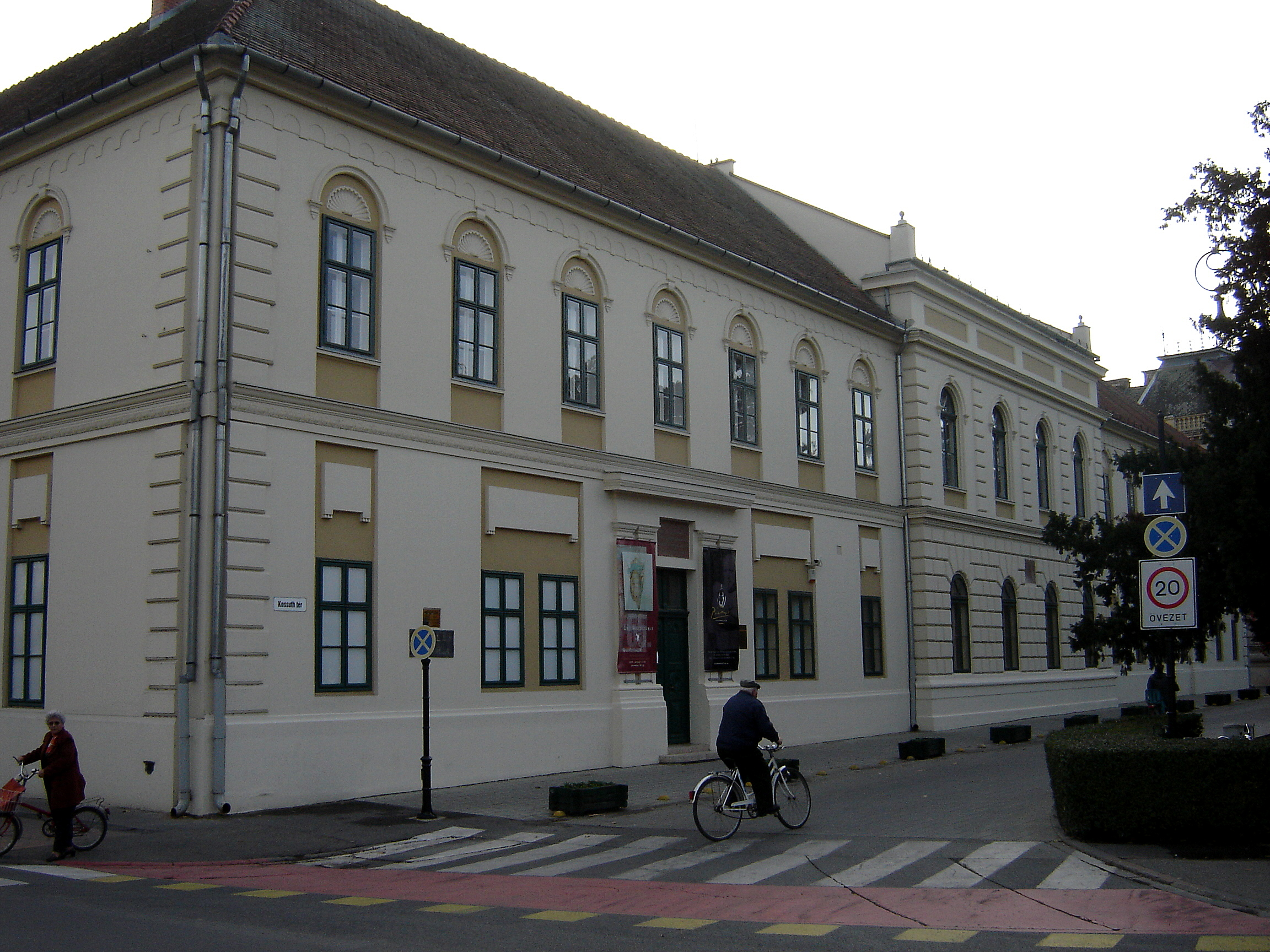
Az Alföldi Galéria épülete

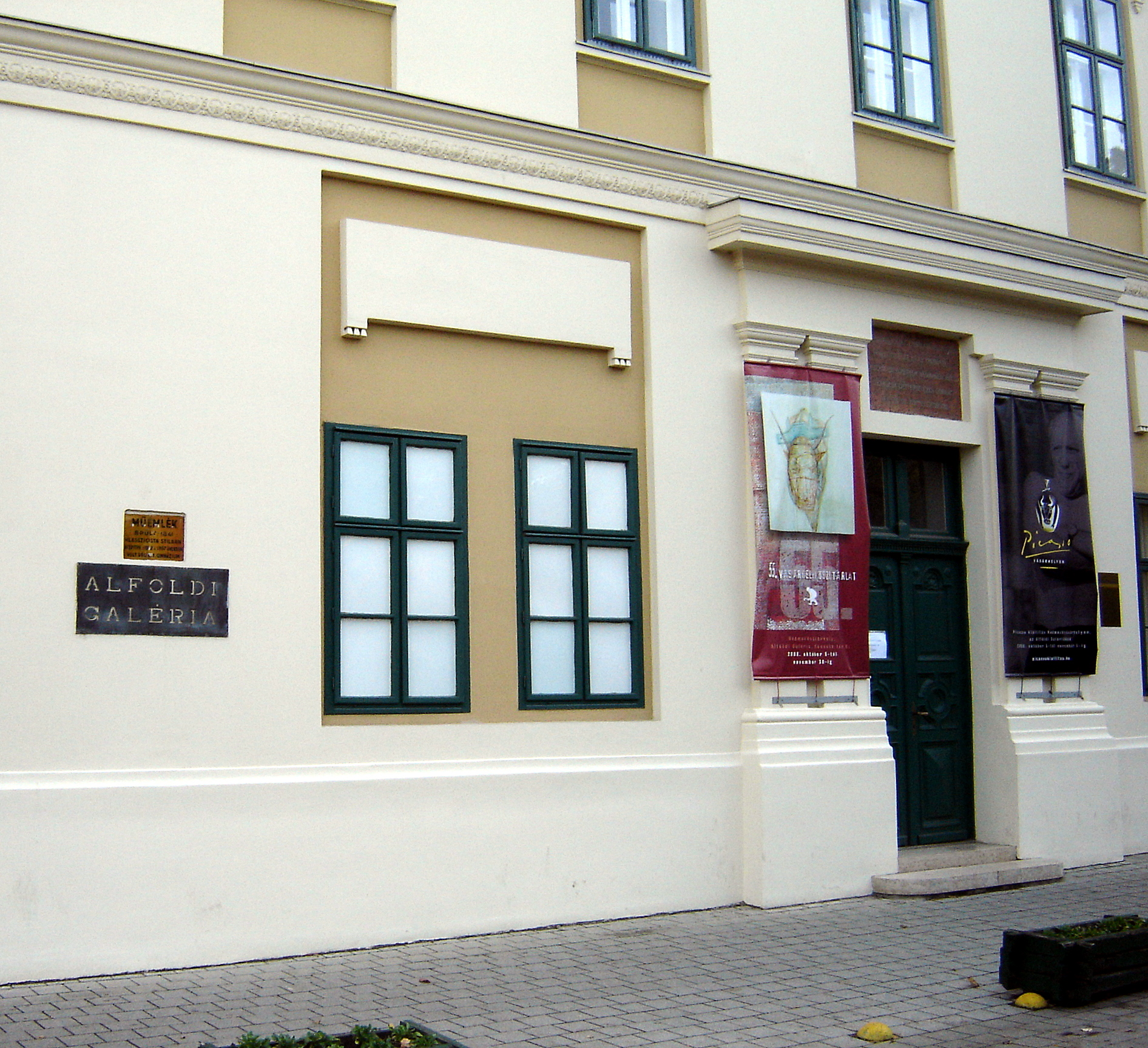
Az Alföldi Galéria bejárata

Alföldi Galéria kiállítóhely (Hódmezővásárhely, Kossuth tér 8. sz.; alapítva: 1985)

## Épülete
A klasszicista stílusú ún. Ó-gimnázium épületében kapott helyet a galéria az emeleten, mintegy 900 négyzetméternyi területen. Tarnai László tervei alapján újították fel az épületrészt a kiállítótermeknek. Napjainkban már a földszint is a Tornyai János Múzeum kiállító helye.
Leggyakrabban az állandó helyhiány ösztönzi a múzeumokat új és új kiállító helyek létesítésére, így van ez a Tornyai János múzeumnál is, gyarapszik a gyűjtemény, az ahhoz szükséges kiállítói helyet meg kell teremteni. Így van ez a Ferenczy Múzeumnál Szentendrén, a Munkácsy Mihály Múzeum esetében Békéscsabán. Sokszor a képzőművészek egyedi stílusának érzékeltetéséhez tekintik szakmailag megfelelőnek a kis személyes múzeumokat, van annak sajátos bája kétségtelenül, de ami az Alföldi Galériában van, egymás melletti kiállító termekben a közel azonos iskolához tartozó művészek, igazán meggyőző erejű, közvetlenül láthatók a hasonlóságok, az eltérések, kiemelkednek a karizmatikus egyéniségek.

## Szervezete
A Tornyai János Múzeum filiáléja és kiállítóhelye.

## Állandó kiállításai
- Az Alföld művészete 1945-ig
- Tornyai festménylelet (1984-ben került elő egy 718 darabos Tornyai festménylelet, ebből mutat be válogatást a kiállítás)
- Tóth Menyhért kiállítása (Tóth Menyhért festőművész özvegye ajándékozott a múzeumnak 46 alkotást)
- Szabó Iván[2] kiállítása (Szabó Iván szobrászművész 70 művét adományozta a városnak)

## A gyűjtemény alkotóiról

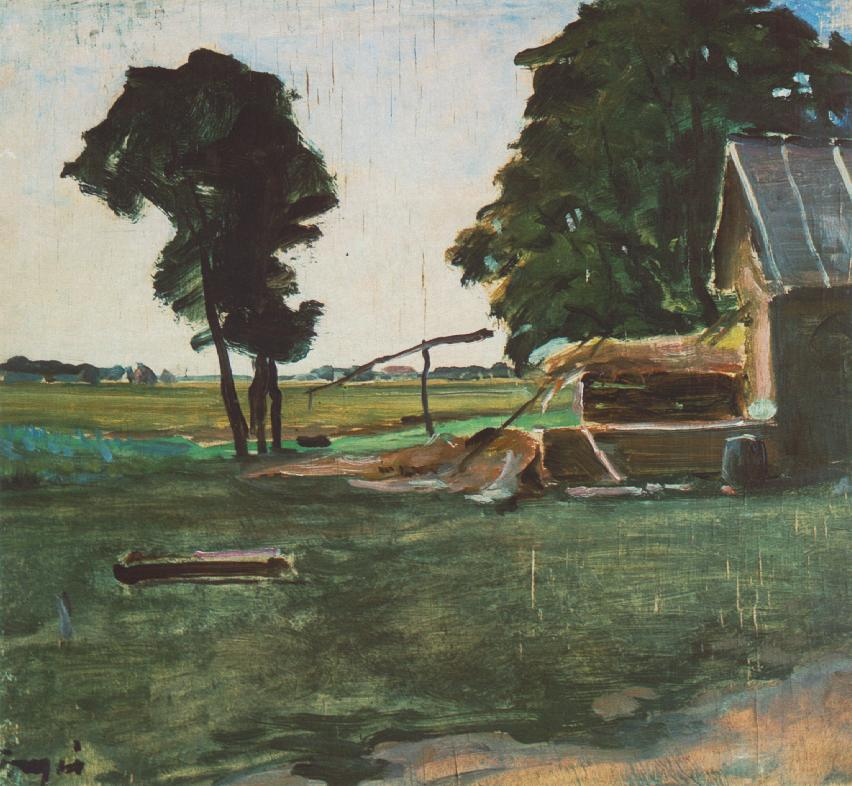
Tornyai János: Tanya gémeskúttal (1907)

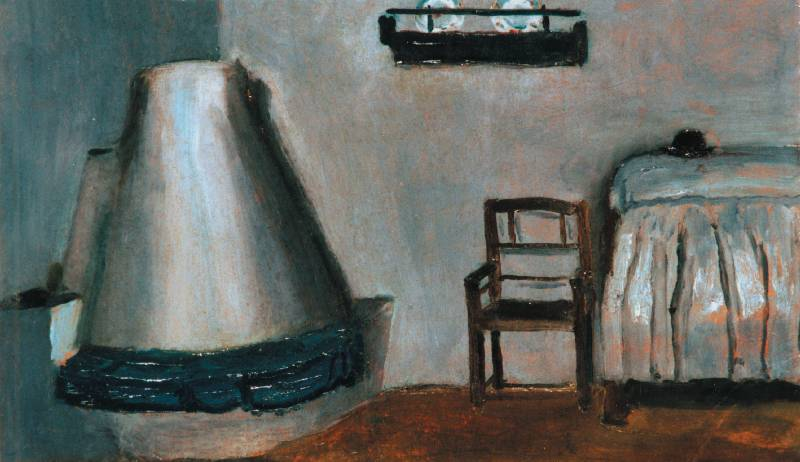
Endre Béla: Enteriőr kemencével

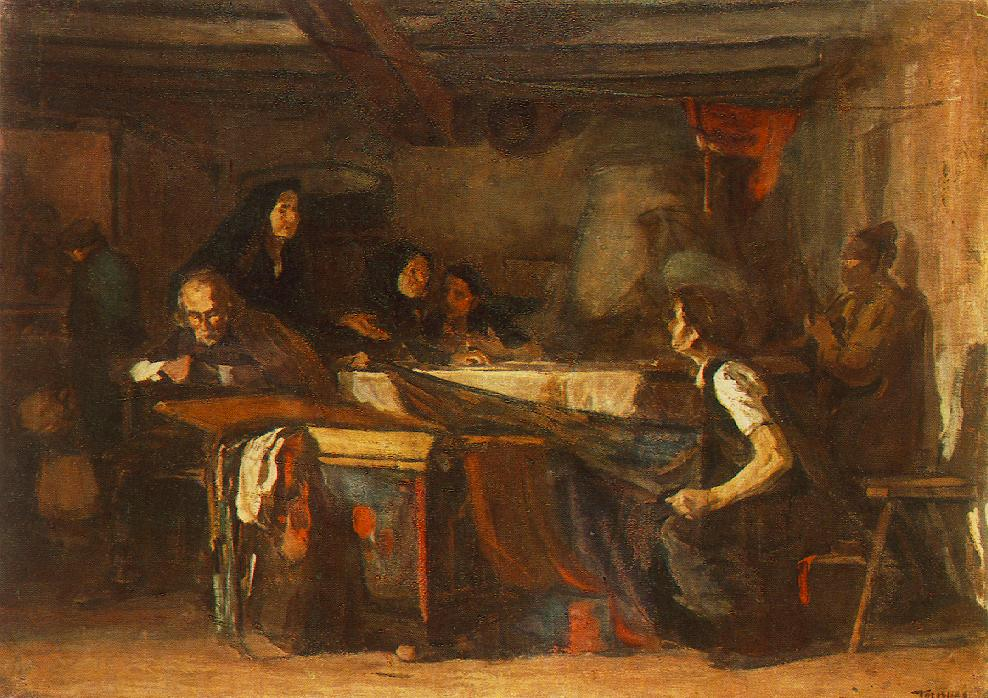
Tornyai János: Juss (1920)

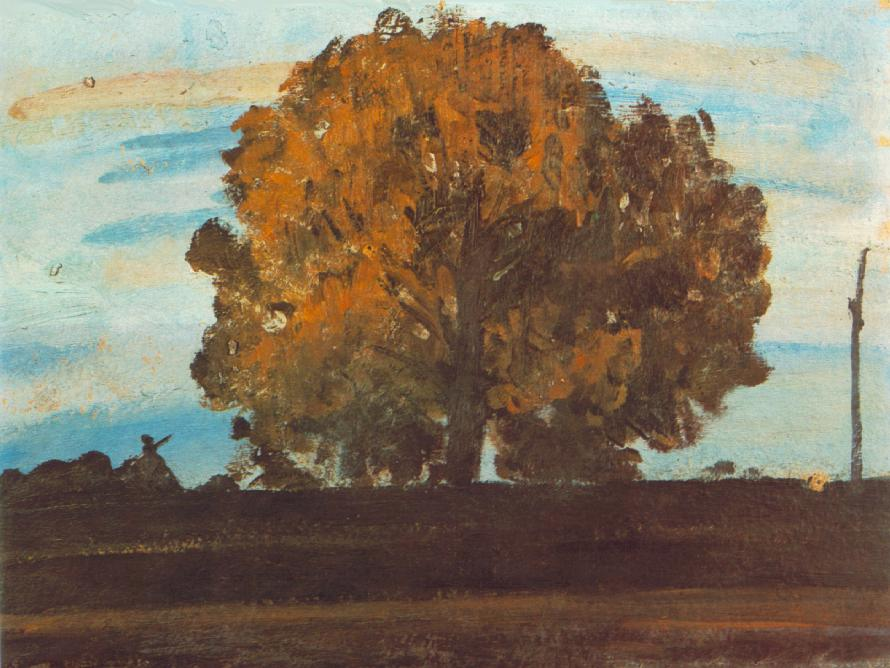
Tornyai János: Mártélyi Nagy Fa (1910 körül)

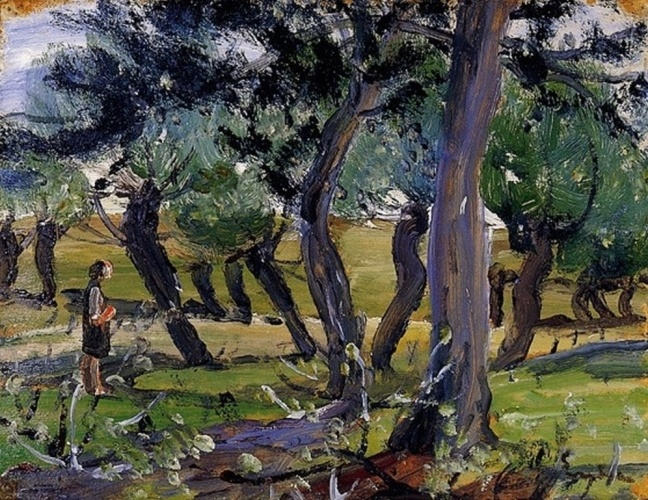
Endre Béla: Füzes

Az alföldi festők és az Alföldhöz vagy Hódmezővásárhelyhez kötődő jeles szobrászművészek alkotásait mutatja be az Alföldi Galéria állandó kiállításain, időszak: 19. század és 20. század első két harmada, de tovább gyarapodik a 20. század utolsó harmadának és a 21. század elejének képzőművészeti anyaga.

### A gyűjtemény híres festői és grafikusai (válogatás)
- Aba-Novák Vilmos
- Bihari Sándor
- Böhm Pál
- Endre Béla
- Fényes Adolf
- Frank Frigyes
- Iványi-Grünwald Béla
- Gosztonyi József
- Kohán György
- Koszta József
- Kelety Gusztáv
- László Fülöp
- Ligeti Antal
- Mednyánszky László
- Molnár József
- Nagy István
- Nyilasy Sándor
- Pataky László
- Révész Imre
- Rudnay Gyula
- Szüle Péter
- Tóth Menyhért
- Tornyai János

### A gyűjtemény szobrászművészei (válogatás)
- Borbereki-Kovács Zoltán
- Izsó Miklós
- Kallós Ede
- Medgyessy Ferenc
- Pásztor János
- Szabó Iván

Gyakran ismerkedhetünk egészen friss kortárs művészeti alkotásokkal az évi rendszerességgel megtartott időszakos kiállításokon, a Vásárhelyi Őszi Tárlatokon, a MKISZ Csongrád megyei szervezetének seregszemléin és a Mártélyi Képzőművészeti Szabadiskola Nyári Tárlatain.